# Чулеш (посёлок)
Чулеш (шор. Чӱлеш) — посёлок в Таштагольском районе Кемеровской области России.
Относится к Кызыл-Шорскому сельскому поселению. Население 239 чел. (2010)

## История
Раньше в посёлке добывали золото.

## География
В посёлке протекают реки Малая Кондома, Чулеш, а также Ивановский и другие ручьи.
Расстояние до районного центра Таштагол — 32 километра по грунтовой дороге.
Улицы:
- Кузнечная
- Охотничья
- Приисковая
- Симакова

## Население
| 2010 |
| ---- |
| 239  |

## Инфраструктура
- "Основная общеобразовательная школа № 31", филиал библиотеки.

## Транспорт
Ходит автобус из Таштагола, 5 раз в неделю.